# José Güity
José César Güity Vuelto (19 de maio de 1985) é um futebolista profissional hondurenho que atua como atacante.

## Carreira
José Güity fez parte do elenco da Seleção Hondurenha de Futebol nas Olimpíadas de 2008.